# العلاقات السعودية الكوبية
أقيمت العلاقات الدبلوماسية بين الـمملكة العربية الـسعودية و جمهوريـة كوبا في الخامس من شهر رجب من عام 1375، الموافق 12 فبراير 1956م، وذلك عقب تبادل وثائق التمثيل بين رئيس البعثة الكوبية و سفير الـمملكة في واشنطن آنذاك، الراحل عبد الله الخيّال، مع أنه لم يترتب عن ذلك تبادل فتح السفارات بين البلدين حتى موعد حديث العهد.
فبتوجيه من خـادم الـحرمين الـشريفين، صدرت الموافقة السامية بافتتاح سفارة الـمملكة في العاصمة الكوبية هافانا، التي باشرت عملها في الثامن عشر من جمادي الأول 1432، الموافق 23 أبريل من العام 2011.

## وصلات خارجية
- السفارة الـسعودية في هافانا